# Ukraine's Got Talent
Ukraine's Got Talent - Україна має талант - è un programma televisivo ucraino basato sul format inglese Britain's Got Talent, andato in onda il 3 aprile 2009 su STB Channel. 
I tre giudici erano Vladislav Yama, (celebre ballerino), Slava Frolova (showmaker), e Igor Kondratyuk (showman). Il premio di 1.000.000 di grivne ucraine (nell'aprile 2009 corrispondevano a circa 125.000 dollari statunitensi) è stato vinto dall'artista ventiquattrenne Kseniya Simonova, grazie alle sue animazioni di sabbia.